# Ecclesiae unitatem
Ecclesiae unitatem est un motu proprio signé le 2 juillet 2009 et publié le 8 juillet 2009 par le pape Benoît XVI. Ses premiers mots sont : « Ecclesiae unitatem tueri... », c'est-à-dire « maintenir l'unité de l'Église ».
Ce texte fait suite au motu proprio Summorum Pontificum. Il concerne les relations entre le Vatican et les catholiques traditionalistes, en particulier les fidèles de la Fraternité sacerdotale Saint-Pie-X (FSSPX) dont le supérieur est Mgr Bernard Fellay.

## Le contenu
La principale modification instaurée par ce motu proprio est que la Commission pontificale Ecclesia Dei, instituée par Jean-Paul II en 1988, est désormais rattachée « de façon étroite » à la Congrégation pour la doctrine de la foi. C'est dans ce cadre qu'auront lieu les négociations en vue d'une éventuelle réintégration de la FSSPX dans la pleine communion de l'Église catholique. La commission dispose néanmoins de sa propre hiérarchie.
Le secrétaire de la commission est Mgr Guido Pozzo, jusqu'ici secrétaire adjoint de la Commission théologique internationale, et le président est le préfet de la Congrégation pour la doctrine de la foi, le cardinal William Levada. À la tête de la commission, le cardinal Levada succède au cardinal Darío Castrillón Hoyos, atteint par la limite d'âge.

## Raisons de la décision
Benoît XVI a indiqué dans sa Lettre aux évêques du 10 mars 2009 que la levée de l'excommunication des quatre évêques intégristes était pour lui un « geste d'unité » et de dialogue. La question de l'éventuelle réintégration de la FSSPX, selon lui, se situe sur un plan « essentiellement doctrinal ». Tant que cet aspect doctrinal fait encore débat, la FSSPX « n'a pas de statut canonique dans l'Église » et « ses ministres ne peuvent exercer légitimement aucun ministère ».
L'une des conditions préalables est « l'acceptation [par la FSSPX] du concile Vatican II et du magistère post-conciliaire des papes ».
Les discussions portent donc sur l'aspect théologique du différend qui oppose le Vatican et les traditionalistes. Elles commencent à l'automne 2009. Un éventuel accord donnerait un statut canonique à la FSSPX, qui pour l'instant n'appartient pas aux familles spirituelles de l'Église catholique.

## Réactions
Selon Mgr Jean-Pierre Ricard, archevêque de Bordeaux et membre de la commission pontificale Ecclesia Dei, « la grande préoccupation du pape Benoît XVI est la sauvegarde de l'unité de l'Église et le désir d'ouvrir un dialogue avec la Fraternité Saint-Pie-X », pendant que l'hebdomadaire catholique Famille chrétienne voit dans Ecclesiae unitatem « une nouvelle étape dans le dialogue doctrinal avec les lefebvristes ».
L'un des responsables de la FSSPX, Mgr Bernard Tissier de Mallerais, entend pour sa part refuser « tout compromis » avec l'Église « post-conciliaire », dont il qualifie l'enseignement de « nouvelle religion ». Il ajoute : « Les discussions n'avanceront que si Rome réforme sa manière de voir et reconnaît les erreurs dans lesquelles le Concile a mené l'Église. »

## Dénouement
(décembre 2014).
Les négociations durent trois ans. Quand le cardinal Levada  est atteint par la limite d'âge, Benoît XVI le remplace, le 2 juillet 2012, par l'un de ses proches collaborateurs, Gerhard Ludwig Müller, évêque de Ratisbonne. Celui-ci devient donc préfet de la Congrégation pour la doctrine de la foi. En septembre 2012, Mgr Müller déclare que, après une dernière discussion avec les intégristes, les négociations ont abouti à un échec. Elles ne reprendront pas.